# پاکوشووکا
پاکوشووکا (به لهستانی:  Pakoszówka) یک روستا در لهستان است که در گمینا سانوک واقع شده‌است.